# Ignazio Ferronetti
Pour les articles homonymes, voir Ferronetti.
Ignazio Ferronetti, né le 15 octobre 1908 à Rome et mort le 25 avril 1984  dans cette même ville, est un monteur et réalisateur italien.

## Filmographie

### Comme monteur
- 1930 : Néron, d'Alessandro Blasetti
- 1931 : Resurrectio d'Alessandro Blasetti
- 1932 : Le Palio de Sienne (Palio) d'Alessandro Blasetti
- 1932 : La Table des pauvres (La tavola dei poveri) d'Alessandro Blasetti
- 1933 : L'impiegata di papà d'Alessandro Blasetti
- 1934 : La Vieille Garde (Vecchia guardia) d'Alessandro Blasetti
- 1934 : 1860, d'Alessandro Blasetti
- 1935 : Aldebaran, d'Alessandro Blasetti
- 1936 : La danza delle lancette, de Mario Baffico
- 1937 : Contessa di Parma, d'Alessandro Blasetti
- 1938 : Ettore Fieramosca, d'Alessandro Blasetti
- 1939 : Montevergine, de Carlo Campogalliani
- 1939 : Retroscena d'Alessandro Blasetti
- 1939 : Troppo tardi t'ho conosciuta, de Emanuele Caracciolo
- 1940 : Leggenda azzurra, de Giuseppe Guarino
- 1940 : Il ladro sono io! de Flavio Calzavara
- 1940 : Mare (it), de Mario Baffico
- 1940 : La notte delle beffe, de Carlo Campogalliani
- 1941 : Anime in tumulto, de Giulio Del Torre
- 1941 : Il signore a doppio petto, de Flavio Calzavara
- 1941 : Pia de' Tolomei, de Esodo Pratelli
- 1942 : Carmela de Flavio Calzavara
- 1942 : Cenerentola e il signor Bonaventura, de Sergio Tofano
- 1942 : Spie tra le eliche, réalisation et montage
- 1944 : Calafuria, de Flavio Calzavara

### Comme réalisateur
- 1942 : Spie tra le eliche
- 1946 : Fuga nella tempesta,
- 1946 : Il fantasma della morte,
- 1948 : La sirena del golfo,
- 1950 : I misteri di Venezia,
- 1952 : Tutto il mondo ride,
- 1953 : 50 anni di emozioni,
- 1954 : Il tiranno del Garda,
- 1955 : Ingresso centesimi dieci,
- 1956 : Due sosia in allegria, scénario et réalisation
- 1959 : Napoli è tutta una canzone (it)